# Хајланд Парк (Флорида)
Хајланд Парк (енгл. Highland Park) град је у америчкој савезној држави Флорида.

## Демографија
По попису из 2010. године број становника је 230, што је 14 (-5,7%) становника мање него 2000. године.
| Група             | 2000.       | 2010.       |
| Белци             | 228 (93,4%) | 201 (87,4%) |
| Афроамериканци    | 2 (0,8%)    | 7 (3,0%)    |
| Азијати           | 9 (3,7%)    | 0 (0,0%)    |
| Хиспаноамериканци | 2 (0,8%)    | 19 (8,3%)   |
| Укупно            | 244         | 230         |